# Road Queen
 Pour plus de détails, voir Fiche technique et Distribution
Road Queen (La Reine de la Route) est une série pornographique lesbienne américaine de vidéofilms produite et distribuée par les Studios Girlfriends Films depuis 2005.
Jusqu'à présent, 35 volets ont été publiés et plus de 75 actrices différentes ont joué dans cette série. 
Il y a aussi bien des jeunes femmes (Bree Daniels, Elle Alexandra, Tara Lynn Foxx …) que des femmes mûres (Magdalene St. Michaels, Deauxma, Porsche Lynn …) dans ces jeux saphiques.
Sur la jaquette de chaque vidéo, les filles posent autour d'une grosse voiture américaine rose.
Road Queen a été nommé plusieurs fois pour la série entière ou pour une vidéo particulière.

## Liste des films

### Road Queende 01 à 10
- Road Queen 1 (2005 - 169 min)
  - scène 1 : Brianna Love et Deauxma
  - scène 2 : Brianna Love et Deauxma
  - scène 3 : Chelsea Zinn et Deauxma
  - scène 4 : Brianna Love et Malory Knox
  - scène 5 : Brianna Love, Deauxma et Lilliana Monroe

- Road Queen 2 (2006 - 175 min)
  - scène 1 : Courtney Simpson et Deauxma
  - scène 2 : Courtney Simpson et Nicole Moore
  - scène 3 : Brianna Love et Danica
  - scène 4 : Danica et Lilliana Monroe
  - scène 5 : Angela Stone et Jackie

- Road Queen 3 (2006 - 180 min)
  - scène 1 : Brianna Love et Irina Sky
  - scène 2 : Courtney Simpson et Deauxma
  - scène 3 : Brianna Love et Nica Noelle
  - scène 4 : Angela Stone et Deauxma

- Road Queen 4 (2007 - 115 min)
  - scène 1 : Deauxma et Porsche Lynn
  - scène 2 : Deauxma, Silky Thumper et Lone Star
  - scène 3 : Annabelle Lee et Elexis Monroe
  - scène 4 : Elexis Monroe et Lone Star

- Road Queen 5 (2008 - 153 min)
  - scène 1 : Annabelle Lee et Deauxma
  - scène 2 : Elexis Monroe et Porsche Lynn
  - scène 3 : Deauxma et Silky Thumper
  - scène 4 : Silky Thumper et Porsche Lynn
  - scène 5 : Annabelle Lee et Lone Star

- Road Queen 6 (2008 - 170 min)
  - scène 1 : Bobbi Starr et RayVeness
  - scène 2 : Magdalene St. Michaels et Zander Lin
  - scène 3 : Deauxma et Zander Lin
  - scène 4 : Emy Reyes et Magdalene St. Michaels
  - performance non sexuelle : Elexis Monroe

- Road Queen 7 (2008 - 177 min)
  - scène 1 : Elexis Monroe et Zander Lin
  - scène 2 : Autumn Moon et Deauxma
  - scène 3 : Dana DeArmond et Elexis Monroe
  - scène 4 : Cala Craves et Zander Lin

- Road Queen 8 (2008 - 157 min)
  - scène 1 : Cala Craves et Elexis Monroe
  - scène 2 : Autumn Moon et Emy Reyes
  - scène 3 : Bobbi Starr et Dana DeArmond
  - scène 4 : Deauxma et Magdalene St. Michaels

- Road Queen 9 (2009 - 157 min)
  - scène 1 : Cala Craves et Evie Delatosso
  - scène 2 : Claire Adams et Dia Zerva
  - scène 3 : RayVeness et Tara Lynn Foxx
  - scène 4 : Holly West et Misty Stone

- Road Queen 10 (2009 - 142 min)
  - scène 1 : Evie Delatosso et Holly West
  - scène 2 : India Summer et RayVeness
  - scène 3 : April O'Neil et Deauxma
  - scène 4 : Nikki Rhodes et RayVeness

### Road Queende 11 à 20
- Road Queen 11 (2009 - 119 min)
  - scène 1 : April O'Neil, Magdalene St. Michaels
  - scène 2 : Dia Zerva, India Summer
  - scène 3 : Holly West, Tara Lynn Foxx
  - scène 4 : Deauxma, India Summer

- Road Queen 12 (2009 - 157 min)
  - scène 1 : Claire Adams, Dana DeArmond et Misty Stone
  - scène 2 : India Summer et Syd Blakovich
  - scène 3 : Nikki Rhodes et Tara Lynn Foxx
  - scène 4 : Deauxma et Evie Delatosso

- Road Queen 13 (2010 - 118 min)
  - scène 1 : Allie Haze, Deauxma
  - scène 2 : Evie Delatosso, India Summer
  - scène 3 : Dana DeArmond, Hayden Night
  - scène 4 : Allie Haze, India Summer

- Road Queen 14 (2010 - 183 min)
  - scène 1 : RayVeness, Samantha Ryan
  - scène 2 : Cala Craves, Hayden Night
  - scène 3 : Missy Stone, RayVeness
  - scène 4 : Dana DeArmond, Deauxma

- Road Queen 15 (2010 - 147 min)
  - scène 1 : Deauxma, Samantha Ryan
  - scène 2 : Allie Haze, Ariel X.
  - scène 3 : Cala Craves, Rane Revere
  - scène 4 : Allie Haze, RayVeness

- Road Queen 16 (2010 - 146 min)
  - scène 1 : Deauxma, Tanya Tate
  - scène 2 : Chastity Lynn, June Summers
  - scène 3 : Deauxma, Dia Zerva
  - scène 4 : Dragon Lilly, Sarah Blake

- Road Queen 17 (2010 - 141 min)
  - scène 1 : Ariella Ferrera, Deauxma
  - scène 2 : Ariella Ferrera, Sarah Blake
  - scène 3 : Cheyenne Jewel, June Summers
  - scène 4 : Chastity Lynn, Tanya Tate

- Road Queen 18 (2010 - 142 min)
  - scène 1 : Ariella Ferrera, Dia Zerva
  - scène 2 : Dragon Lilly, Tanya Tate
  - scène 3 : Cheyenne Jewel, Dia Zerva
  - scène 4 : Chastity Lynn, Deauxma

- Road Queen 19 (2011 - 149 min)
  - scène 1 : Deauxma, Keira Kelly
  - scène 2 : Deauxma, Veronica Avluv
  - scène 3 : Elexis Monroe, Shyla Jennings
  - scène 4 : Shyla Jennings, Veronica Avluv

- Road Queen 20 (2011 - 149 min)
  - scène 1 : Keira Kelly, Shyla Jennings
  - scène 2 : Deauxma, Syd Blakovich
  - scène 3 : Elexis Monroe, Kara Price
  - scène 4 : Chastity Lynn, Kara Price

### Road Queende 21 à 30
- Road Queen 21 (2012 - 137 min)
  - scène 1 : Janet Mason, Syd Blakovich
  - scène 2 : Chastity Lynn, Veronica Avluv
  - scène 3 : Deauxma, Kara Price
  - scène 4 : Janet Mason, Shyla Jennings

- Road Queen 22 (2012 - 120 min)
  - scène 1 : Deauxma, Syren De Mer
  - scène 2 : Angie Noir, Zoey Holloway
  - scène 3 : Krissy Lynn, Shyla Jennings
  - scène 4 : Heather Starlet, Jenna J Ross

- Road Queen 23 (2012 - 147 min)
  - scène 1 : Deauxma, India Summer
  - scène 2 : Elle Alexandra, Shyla Jennings
  - scène 3 : Brandi Love, Deauxma
  - scène 4 : Aaliyah Love, Veronica Snow

- Road Queen 24 (2012 - 126 min)
  - scène 1 : Aryana Augustine, Deauxma
  - scène 2 : Angie Noir, Deauxma
  - scène 3 : Shyla Jennings, Veronica Snow
  - scène 4 : Angie Noir, Elexis Monroe

- Road Queen 25 (2013 - 120 min)
  - scène 1 : Deauxma, Vanilla DeVille
  - scène 2 : Bree Daniels, Jenna J Ross
  - scène 3 : Alice March, Shyla Jennings
  - scène 4 : Adriana Chechik, Prinzzess

- Road Queen 26 (2013 - 153 min)
  - scène 1 : Jenna J Ross, Syren De Mer
  - scène 2 : Aaliyah Love, Deauxma
  - scène 3 : Alice March, Krissy Lynn
  - scène 4 : Adriana Chechik, Shyla Jennings

- Road Queen 27 (2013 - 152 min)
  - scène 1 : Alice March, Heather Starlet
  - scène 2 : Deauxma, Randy Moore
  - scène 3 : Charlotte Stokely, Shyla Jennings
  - scène 4 : Adriana Chechik, Elle Alexandra

- Road Queen 28 (2014 - 120 min)
  - scène 1 : Ashley Scott, Casey Calvert
  - scène 2 : Deauxma, Mellanie Monroe
  - scène 3 : Randy Moore, Sovereign Syre
  - scène 4 : Jenna J Ross, Raine Degrey

- Road Queen 29 (2014 - 146 min)
  - scène 1 : Cherie DeVille et Deauxma
  - scène 2 : Randy Moore et Cherie DeVille
  - scène 3 : Prinzzess et Mellanie Monroe
  - scène 4 : Angie Noir et Shyla Jennings

- Road Queen 30 (2014 - 165 min)
  - scène 1 : Deauxma et Dana DeArmond
  - scène 2 : Lily Love et Marina Visconti
  - scène 3 : Veronica Rodriguez et Nicky Ferrari
  - scène 4 : Jenna J Ross et Staci Karr

### Road Queende 31 à 35
- Road Queen 31 (2014 - 188 min)
  - scène 1 : Deauxma et Jenna J Ross
  - scène 2 : Bree Daniels et Siri
  - scène 3 : Carter Cruise et Sovereign Syre
  - scène 4 : Shyla Jennings et Vanessa Veracruz

- Road Queen 32 (2015 - 158 min)
  - scène 1 : Deauxma et Jelena Jensen
  - scène 2 : Amber Chase et Nora Belle
  - scène 3 : Shyla Jennings et Tara Morgan
  - scène 4 : Bree Daniels et Scarlet Red

- Road Queen 33 (2015 - 120 min)
  - scène 1 : Tara Morgan et Scarlet Red
  - scène 2 : Jelena Jensen et Ava Dalush
  - scène 3 : Deauxma et Cherie DeVille
  - scène 4 : Madi Meadows et Natasha White

- Road Queen 34 (2015 - 168 min)
  - scène 1 : Deauxma et Jenna Sativa
  - scène 2 : Jorden Kennedy et Valentina Nappi
  - scène 3 : Jenna Sativa et Luna Star
  - scène 4 : Jelena Jensen et Mercedes Carrera

- Road Queen 35 (2016 - 3 h 6)
  - scène 1 : Bree Daniels et Valentina Nappi
  - scène 2 : Jelena Jensen et Madi Meadows
  - scène 3 : Veruca James et Scarlet Red
  - scène 4 : Deauxma et Syren De Mer

## Distinctions
Nominations
- 2010 AVN Award - All-Girl Series - Road Queen
- 2012 AVN Award - Best Older Woman/Younger Girl Release - Road Queen 18[1]
- 2013 XBIZ Award - Best Actress - All-Girl Release, Deauxma dans Road Queen 22[2]
- 2014 XBIZ Award - All-Girl Release of the Year - Road Queen
- 2014 XBIZ Award - Best Actress - All-Girl Release, Deauxma dans Road Queen 25[3]
- 2014 XBIZ Award - All-Girl Release of the Year - Road Queen 25
- 2014 XBIZ Award - All-Girl Series of the Year - Road Queen